# Дубровка (Павловский район)
Дубровка — упразднённый посёлок в Павловском районе Алтайского края. Входил в состав Лебяжинского сельсовета. Исключён из учётных данных в 1982 году.

## География
Располагался на краю Касмалинкого ленточного бора, на реке Сухая (Чупениха) (приток Касмалы), в 3,5 км северо-востоку от села Лебяжье.

## История
Основан в 1884 году. В 1928 году деревня Дубровка состояла из 41 хозяйства, в ней размещались школа 1-й ступени и кредитное товарищество. В административном отношении входила в состав Фунтовского сельсовета Павловского района Барнаульского округа Сибирского края.
Решением Алтайского краевого исполнительного комитета от 30.12.1982 года № 471 посёлок исключён из учётных данных.

## Население
В 1926 году в деревне проживало 196 человек (90 мужчин и 106 женщин), основное население — русские.